# Serie A Women's Cup 2025
La Serie A Women's Cup 2025 sarà la prima edizione nella storia della competizione. Il torneo inizierà il 22 agosto 2025 e si concluderà il 28 settembre dello stesso anno.

## Squadre partecipanti
Partecipano alla competizione tutte e 12 le squadre militanti in Serie A durante la stagione 2025-2026. La graduatoria è stata composta sulla base della classifica finale del campionato di classifica della Serie A 2024-2025, o della Serie B 2024-2025 per le neopromosse.
| Squadre    | Rank    |
| Serie A    | Serie A |
| ---------- | ------- |
| Juventus   | 1       |
| Inter      | 2       |
| Roma       | 3       |
| Fiorentina | 4       |
| Milan      | 5       |
| Lazio      | 6       |
| Como       | 7       |
| Sassuolo   | 8       |
| Napoli     | 9       |
| Ternana    | 10      |
| Parma      | 11      |
| Genoa      | 12      |

## Date
Le date della manifestazione, sono state comunicate assieme al regolamento della competizione.
| Fase                        | Turno            | Data                 |                      |
| --------------------------- | ---------------- | -------------------- | -------------------- |
| Fase a gironi               | Prima giornata   | 22-23-24 agosto 2025 | 22-23-24 agosto 2025 |
| Fase a gironi               | Seconda giornata | 6-7 settembre 2025   | 6-7 settembre 2025   |
| Fase a gironi               | Terza giornata   | 13-14 settembre 2025 | 13-14 settembre 2025 |
| Fase a eliminazione diretta | Semifinali       | 24-25 settembre 2025 | 24-25 settembre 2025 |
| Fase a eliminazione diretta | Finale           | 27-28 settembre 2025 | 27-28 settembre 2025 |

## Formula
La Serie A Women's Cup si articola in due fasi successive: gironi eliminatori e fase finale a 4. Ai gironi eliminatori partecipano 12 società, suddivise per sorteggio in tre gironi da quattro squadre ciascuno. Alla fase finale partecipano le tre squadre vincitrici dei rispettivi gironi e la miglior seconda classificata. La fase finale a quattro è strutturata con due gare di semifinale e una finale per il primo e secondo posto, tutte in gara unica. Gli abbinamenti e l'ordine di svolgimento delle semifinali saranno determinati tramite sorteggio. Sarà considerata squadra di casa pro forma della finale la società con la migliore posizione in graduatoria.

## Fase a gironi

### Girone A
| Pos | Squadra  | Pt | G | V | N | P | GF | GS | DG |
| --- | -------- | -- | - | - | - | - | -- | -- | -- |
| 1.  | Juventus | 0  | 0 | 0 | 0 | 0 | 0  | 0  | 0  |
| 2.  | Lazio    | 0  | 0 | 0 | 0 | 0 | 0  | 0  | 0  |
| 3.  | Napoli   | 0  | 0 | 0 | 0 | 0 | 0  | 0  | 0  |
| 4.  | Parma    | 0  | 0 | 0 | 0 | 0 | 0  | 0  | 0  |

| Parma 22 agosto 2025, ore 20:30 CEST 1ª giornata | Parma | – | Juventus | Stadio Ennio Tardini |

| Formello 23 agosto 2025, ore 20:30 CEST 1ª giornata | Lazio | – | Napoli | Stadio Mirko Fersini |

| Biella 7 settembre 2025, ore 15:00 CEST 2ª giornata | Juventus | – | Lazio | Stadio Alessandro La Marmora-Pozzo |

| Cercola 7 settembre 2025, ore 15:00 CEST 2ª giornata | Napoli | – | Parma | Stadio comunale Giuseppe Piccolo |

| 13-14 settembre 2025, ore --:-- CEST 3ª giornata | Juventus | – | Napoli |  |

| 13-14 settembre 2025, ore --:-- CEST 3ª giornata | Lazio | – | Parma |  |

### Girone B
| Pos | Squadra    | Pt | G | V | N | P | GF | GS | DG |
| --- | ---------- | -- | - | - | - | - | -- | -- | -- |
| 1.  | Inter      | 0  | 0 | 0 | 0 | 0 | 0  | 0  | 0  |
| 2.  | Fiorentina | 0  | 0 | 0 | 0 | 0 | 0  | 0  | 0  |
| 3.  | Como       | 0  | 0 | 0 | 0 | 0 | 0  | 0  | 0  |
| 4.  | Genoa      | 0  | 0 | 0 | 0 | 0 | 0  | 0  | 0  |

| Genova 22 agosto 2025, ore 18:30 CEST 1ª giornata | Genoa | – | Inter | Stadio La Sciorba |

| Bagno a Ripoli 23 agosto 2025, ore 18:30 CEST 1ª giornata | Fiorentina | – | Como | Stadio Curva Fiesole |

| Milano 6 settembre 2025, ore 18:00 CEST 2ª giornata | Inter | – | Fiorentina | Arena Civica |

| Seregno 7 settembre 2025, ore 20:30 CEST 2ª giornata | Como | – | Genoa | Stadio Ferruccio |

| 13-14 settembre 2025, ore --:-- CEST 3ª giornata | Inter | – | Como |  |

| 13-14 settembre 2025, ore --:-- CEST 3ª giornata | Fiorentina | – | Genoa |  |

### Girone C
| Pos | Squadra  | Pt | G | V | N | P | GF | GS | DG |
| --- | -------- | -- | - | - | - | - | -- | -- | -- |
| 1.  | Roma     | 0  | 0 | 0 | 0 | 0 | 0  | 0  | 0  |
| 2.  | Milan    | 0  | 0 | 0 | 0 | 0 | 0  | 0  | 0  |
| 3.  | Sassuolo | 0  | 0 | 0 | 0 | 0 | 0  | 0  | 0  |
| 4.  | Ternana  | 0  | 0 | 0 | 0 | 0 | 0  | 0  | 0  |

| Narni 22 agosto 2025, ore 18:30 CEST 1ª giornata | Ternana | – | Roma | Stadio Moreno Gubbiotti |

| Fiorenzuola d'Arda 24 agosto 2025, ore 18:30 CEST 1ª giornata | Milan | – | Sassuolo | Stadio comunale - velodromo Attilio Pavesi |

| 6 settembre 2025, ore 15:00 CEST 2ª giornata | Roma | – | Milan |  |

| Sassuolo 7 settembre 2025, ore 18:00 CEST 2ª giornata | Sassuolo | – | Ternana | Stadio Enzo Ricci |

| 13-14 settembre 2025, ore --:-- CEST 3ª giornata | Roma | – | Sassuolo |  |

| 13-14 settembre 2025, ore --:-- CEST 3ª giornata | Milan | – | Ternana |  |

## Fase a eliminazione diretta

### Semifinali
| Squadra 1   | Risultato | Squadra 2   |
| ----------- | --------- | ----------- |
| Sconosciuta | -         | Sconosciuta |
| Sconosciuta | -         | Sconosciuta |

### Finale
| 27-28 settembre 2025, ore --:-- CEST |  | – |  |  |